# Brandon Woudstra
Brandon Woudstra (* 30. September 1980) ist ein ehemaliger US-amerikanischer Basketballspieler, der als Profi unter anderem in der deutschen Basketball-Bundesliga tätig war.

## Laufbahn
Woudstra spielte bis 1999 an der Orange City Unity Christian High School in der Stadt Orange City (Iowa) und von 1999 bis 2003 am Northwestern College. Mit 2478 Punkten setzte er sich an die Spitze der ewigen Korbjägerliste der Basketball-Mannschaft der Hochschule aus dem US-Bundesstaat Iowa. Auch seine 648 Korbvorlagen bedeuteten 2003 den Bestwert aller Spieler, die das Northwestern-Trikot jemals trugen. 2001 und 2003 gewann Woudstra mit der Uni-Mannschaft den Meistertitel in der NAIA Division 2, in der Saison 2002/03 wurde er zum Spieler des Jahres der Liga gekürt.
Nach dem Ende seiner College-Laufbahn spielte Woudstra während des Sommers 2003 im Bundesstaat Ohio für die Akron Wingfoots in der Liga NABL. Zum Spieljahr 2003/04 wechselte er zum isländischen Erstligisten UMF Njarðvík. Er erhielt am Ende seiner ersten Saison als Berufsbasketballspieler die Auszeichnung als Guard des Jahres der isländischen Liga (benannt vom Basketballdienst eurobasket.com). Beim niederländischen Ehrendivisionsklub Aris Leeuwarden glänzte Woudstra in der Saison 2004/05 mit einem Schnitt von 23,3 je Spiel als bester Werfer der Liga.
Von 2005 bis 2007 stand er bei Bayer Leverkusen in der Basketball-Bundesliga unter Vertrag. In der Saison 2005/06 war Woudstra mit einem Mittelwert von 17,0 Punkten je Begegnung bester Korbschütze der Rheinländer. 2007 ging er von Leverkusen zum Bundesliga-Konkurrenten EnBW Ludwigsburg und wurde dort in seiner ersten Saison 2007/08 ebenfalls bester Punktesammler der Mannschaft (15,2 Zähler im Durchschnitt). Nach dem Ende der Saison 2008/09 zog er sich im Alter von 28 Jahren aus dem Profisport zurück und wurde in seiner Heimatstadt Orange City bei einer Bank tätig.